# كونستانتين شنايدر
كونستانتين شنايدر (بالألمانية: Konstantin Schneider)‏ هو مصارع هاوي ألماني، ولد في 17 فبراير 1975 في بيشكك في قيرغيزستان.

## وصلات خارجية
- كونستانتين شنايدر على موقع قاعدة بيانات المصارعة الدولية (الإنجليزية)
- كونستانتين شنايدر على موقع اللجنة الأولمبية الدولية (الإنجليزية)
- كونستانتين شنايدر على موقع أوليمبيديا (الإنجليزية)